# Wyndmere (Dakota del Norte)
Wyndmere es una ciudad ubicada en el condado de Richland en el estado estadounidense de Dakota del Norte. En el censo de 2010 tenía una población de 429 habitantes y una densidad poblacional de 187,8 personas por km².

## Geografía
Wyndmere se encuentra ubicada en las coordenadas 46°15′50″N 97°7′51″O / 46.26389, -97.13083. Según la Oficina del Censo de los Estados Unidos, Wyndmere tiene una superficie total de 2.28 km², de la cual 2.28 km² corresponden a tierra firme y (0%) 0 km² es agua.

## Demografía
Según el censo de 2010, había 429 personas residiendo en Wyndmere. La densidad de población era de 187,8 hab./km². De los 429 habitantes, Wyndmere estaba compuesto por el 95.57% blancos, el 0% eran afroamericanos, el 0.23% eran amerindios, el 0.23% eran asiáticos, el 0% eran isleños del Pacífico, el 2.56% eran de otras razas y el 1.4% pertenecían a dos o más razas. Del total de la población el 6.06% eran hispanos o latinos de cualquier raza.